# Agathenburg
Agathenburg is een gemeente in de Duitse deelstaat Nedersaksen, en maakt deel uit van de Samtgemeinde Horneburg in de Landkreis Stade.
Agathenburg telt 1.350 inwoners.

## Infrastructuur
Van de noordwestelijke buurgemeente Stade lopen twee belangrijke verkeerswegen in zuidoostelijke richting door de Samtgemeinde Horneburg:
- de Bundesstraße 73, die door o.a. Agathenburg, Dollern, Horneburg en Nottensdorf heen loopt en uitkomt in Buxtehude;
- de enkele kilometers ten noordoosten van de B73, parallel daaraan lopende nieuwe Autobahn A26 met afrit nr. 5 Stade-Ost, dichtbij Agathenburg.

De plaats heeft een klein station aan de spoorlijn Lehrte - Cuxhaven.

## Economie
De gemeente grenst in het noordoosten aan de Samtgemeinde Lühe, die deel uitmaakt van het bekende, en ook toeristisch ontwikkelde, fruitteeltgebied Altes Land.
Direct ten noordwesten van Agathenburg, te Ottenbeck, gemeente Stade, staat een grote fabriek van Airbus Operations, waar kielvlakken en andere kunststof vliegtuigonderdelen worden geproduceerd.

## Geschiedenis

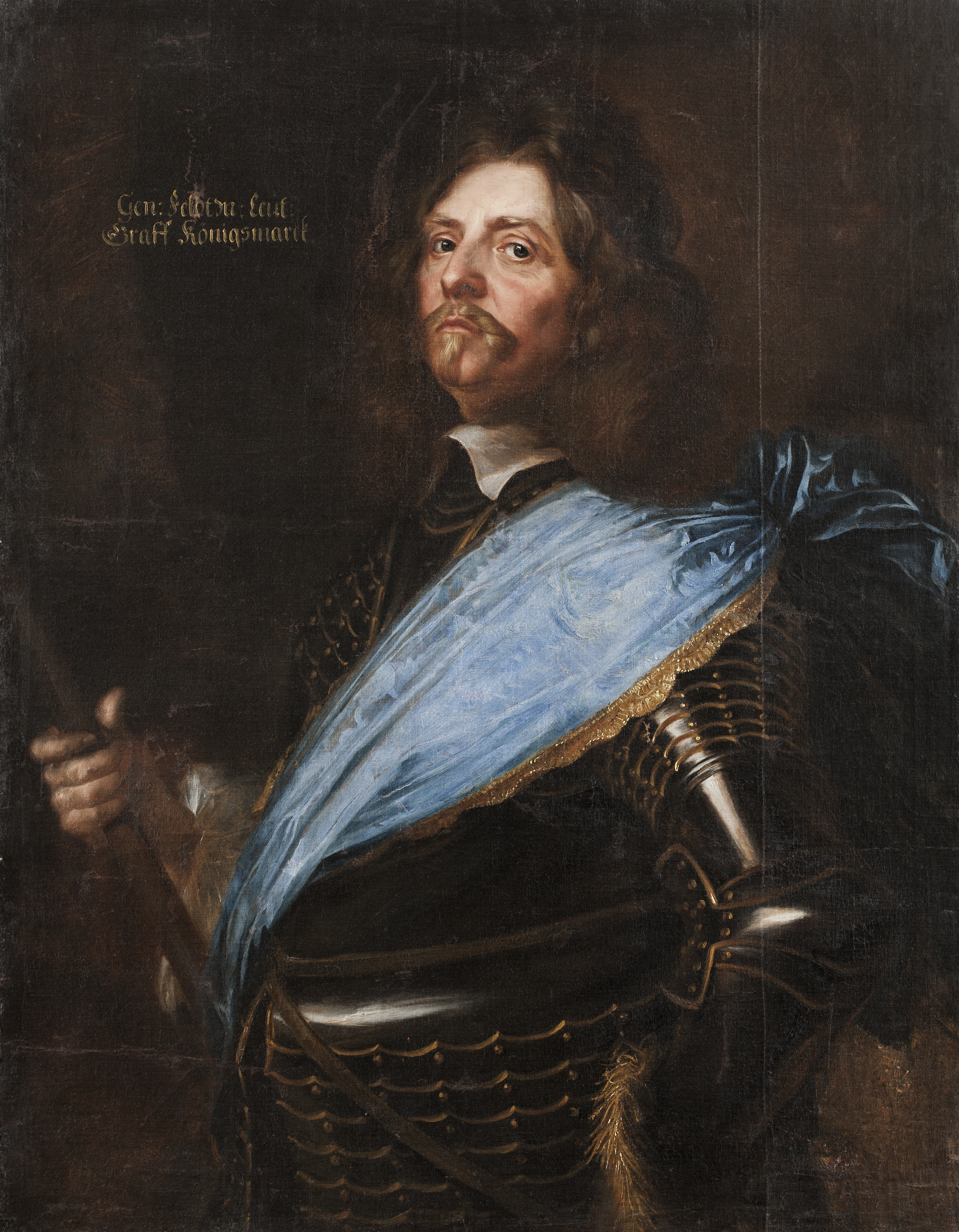
Hans Christoff von Königsmarck (1651; portret door Mattheüs Merian de Jongere)

Tijdens de Dertigjarige Oorlog (1618-1648) was de roemruchte, maar ook door velen gevreesde veldheer Hans Christoff von Königsmarck maarschalk voor het Zweedse leger. Na de Vrede van Münster in 1648 kwam Bremen-Verden onder heerschappij van Zweden. Von Königsmarck werd namens de Zweedse kroon gouverneur-generaal van dit gebied. Als residentie liet hij bij het dorp Lieth (dat later in Agathenburg werd omgedoopt) in 1655 Kasteel Agathenburg bouwen, maar hij woonde er slechts zelden. Dit kasteel is genoemd naar Von Königsmarcks echtgenote, Agathe von Leesten. Later heeft Hans Christoffs jongste zoon, Otto Wilhelm von Königsmarck, er enige tijd geresideerd. Nadien was het kasteel residentie van lokale bestuursfunctionarissen. Op 26 april 1921 werd Kasteel Agathenburg door brand zwaar beschadigd, maar daarna gerestaureerd.

## Bezienswaardigheden

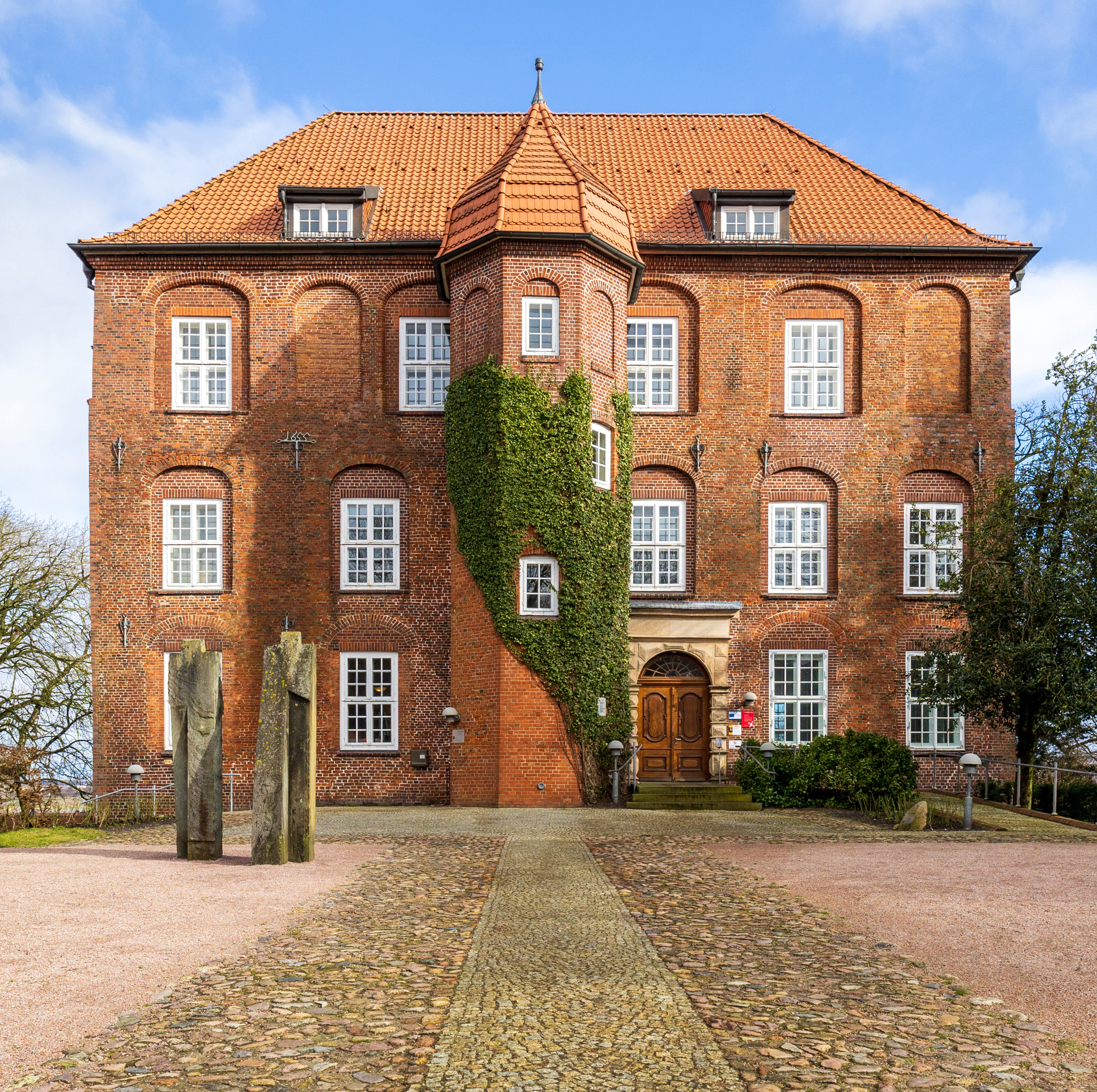
Kasteel Agathenburg, voorzijde
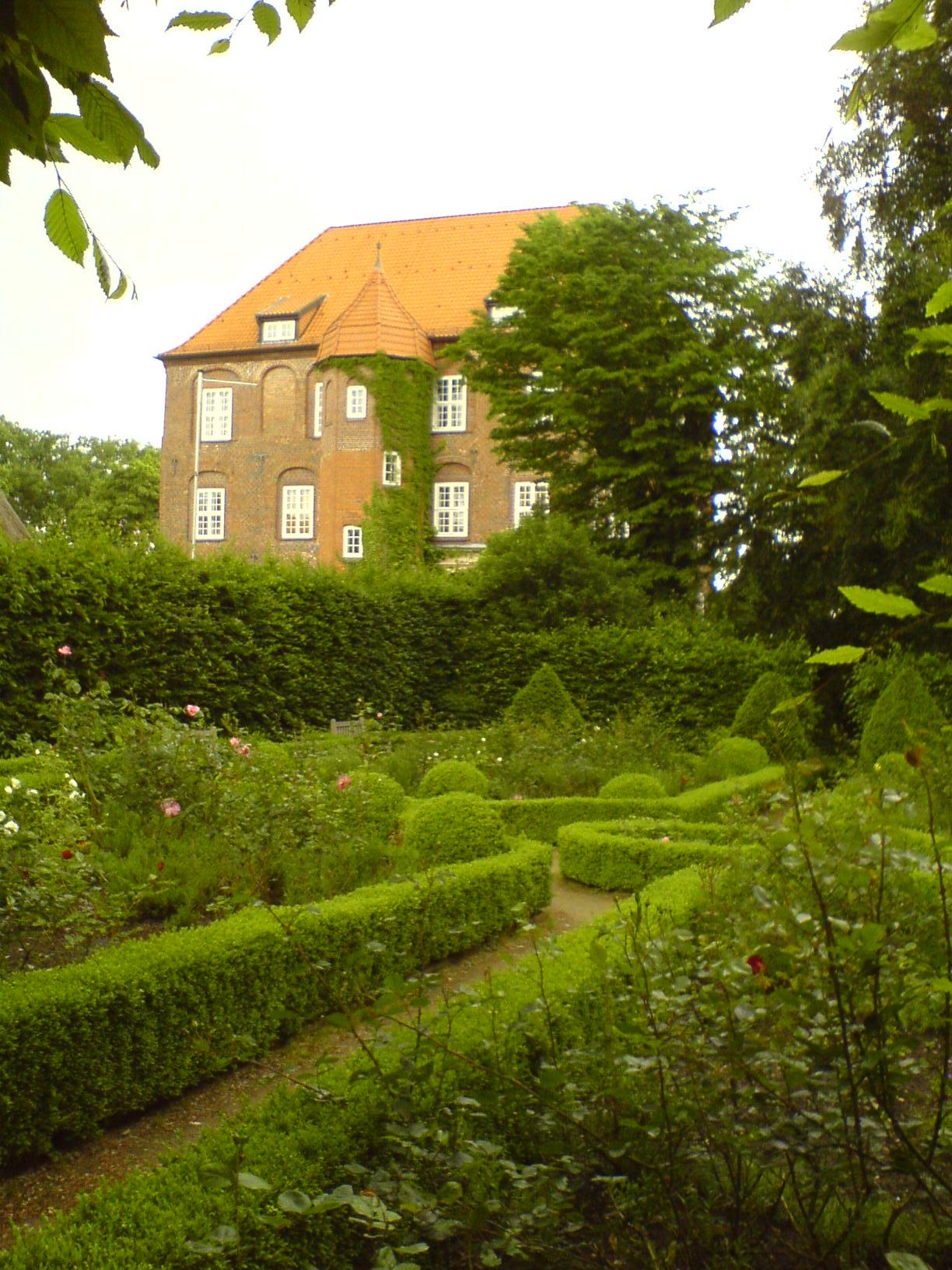
Idem, achterzijde en gedeelte van de kasteeltuin
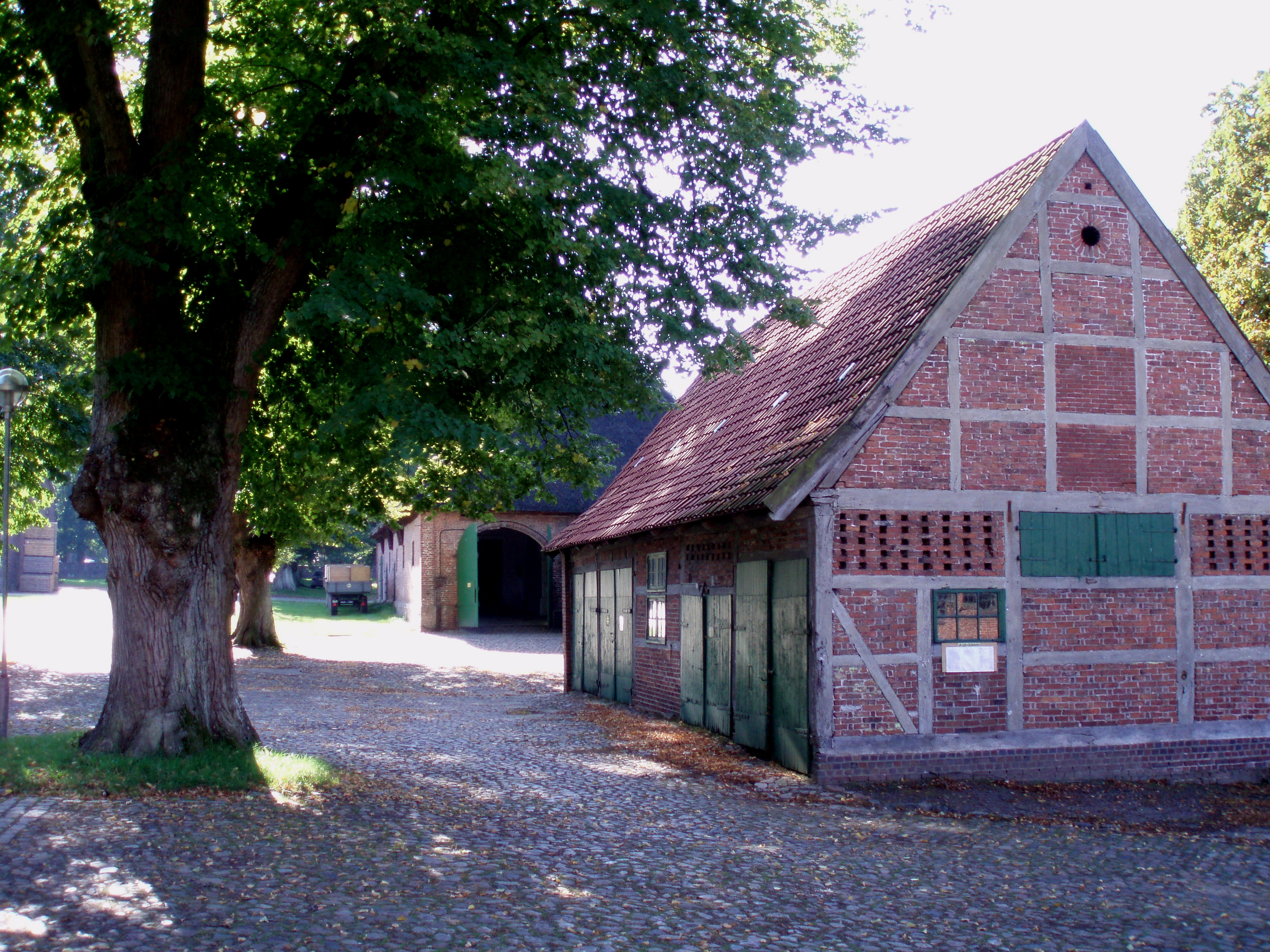
De bij het kasteel behorende boerderij
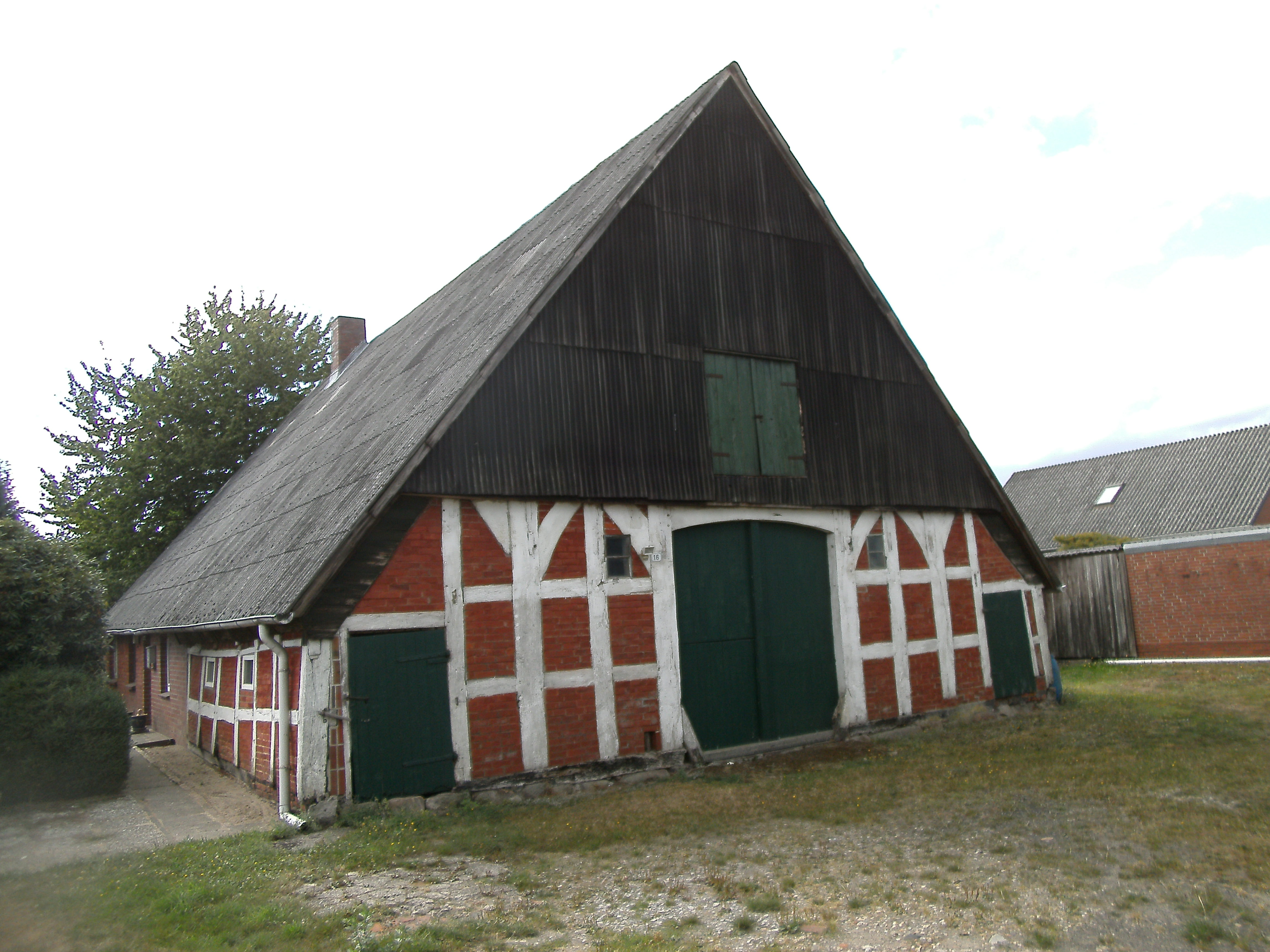
Boerderij in de bouwstijl van het Alte Land (bouwjaar 1723) te Agathenburg

Kasteel Agathenburg is sedert 2004 in gebruik als cultureel centrum. Er vinden o.a. lezingen, workshops, cursussen, congressen, exposities van hedendaagse beeldende kunst en concerten van verschillende types muziek plaats. Bij het kasteel behoren een beeldentuin, een restaurant en een museumwinkel.